# 吉田健治
吉田 健治（よしだ けんじ、1954年11月11日 - ）は、日本の研究者・経営者・アントレプレナー。
学位は、工学博士。法政大学情報科学部教授を経て、電気通信大学特任教授。福井県出身。

## 略歴
1977年　東京理科大学理工学部建築学科卒業。
1979年　株式会社日本科学技術研修所入社。1984年　大成建設株式会社入社。
1992年　日本大学大学院理工学研究科海洋建築工学専攻博士後期課程にて工学博士取得。
1992年　東京造形大学造形学部デザイン学科専任講師就任。1993年　東京造形大学造形学部デザイン学科助教授就任。
1994年　デジタルハリウッド株式会社創立。1995年　株式会社デジタルスケープ創立。1996年　ポリゴンマジック株式会社創立。1996年　株式会社アイ・エム・ジェイ創立。
2000年　法政大学情報科学部ディジタルメディア学科教授就任。2004年　グリッドマーク株式会社創立。
2012年　法政大学情報科学部ディジタルメディア学科教授退任。
2013年　国立大学法人電気通信大学産学連携センター特任教授就任。
2016年　株式会社インターメディア研究所設立。

## 受賞歴
- 1990年　国土庁近畿イメージアップCGコンクール優秀賞受賞「海に浮かぶリゾートアイランド」
- 1994年　‘94ハイビジョン国際映像祭産業応用部門　最優秀賞受賞「ハイビジョンバーチャルミュージアム”プラド美術館”」
- 1996年　‘96ジャパンエキスポ大賞展示映像部門　最優秀賞受賞「世界・炎の博覧会”スペースシップ・サガ”」
- 1996年　マルチメディアコンテンツ振興協会マルチメディアグランプリ ‘96ビジネス賞受賞「SONY　DIGITAL DINOSAURS」
- 2009年　東京都ベンチャー技術大賞2009　奨励賞受賞「デジタル情報の透かし印刷Grid Onput」
- 2012年　経済産業省第4回ものづくり日本大賞　優秀賞受賞「デジタル情報の透かし印刷・見えないドットコードGrid Onput」
- 2012年　平成24年度東京都トライアル発注認定制度　認定「見えないドットコードを読み取る万能型スキャナーペンG-Talk」
- 2012年　公益社団法人発明協会主催　平成24年度関東地方発明表彰　文部科学大臣発明奨励賞受賞「見えないドットコードによる自動認識技術」
- 2013年　公益社団法人発明協会主催　平成25年度全国発明表彰　発明賞受賞「見えないドットコードによる自動認識技術」
- 2013年　Ernst & Young　Entrepreneur Of The Year 2013 Japan　にてセミファイナリストに選出
- 2015年　日本弁理士会主催　知的資産経営フォーラム2015　第２回知的財産活用表彰　知的財産活用奨励賞（知財戦略部門）受賞
- 2019年　モバイルコンピューティング推進コンソーシアム主催　MCPC award 2019　サービス＆ソリューション部門　優秀賞受賞

## 著作

### 書籍
- 『デジタルの仕事―デジタルハリウッドの挑戦』杉山知之，吉田健治　ニューメディア　1997年　ISBN 978-4931188150
- 『新映像産業への挑戦』共著　ニューメディア　1993年　ISBN 978-4931188068

### 学術雑誌、学報、紀要、研究所報告等
- 「裸眼3Dディスプレイとデジタルサイネージへの展開」『月刊ディスプレイ』　46-52頁　テクノタイムズ社　2010年10月
- 「印刷メディアとデジタルメディアの融合に関する研究/Gリモコン」『月刊自動認識』　73‐77頁　日本工業出版　2009年3月
- 「印刷メディアとデジタルメディアの融合に関する研究/ペーパータッチパネル」『月刊自動認識』　66‐70頁　日本工業出版　2008年8月
- 「印刷メディアとデジタルメディアの融合に関する研究/グリッドデジタルマップ」『月刊自動認識』　70‐73頁　日本工業出版　2008年7月
- 「印刷メディアとデジタルメディアの融合に関する研究/グリッドスクリーンパネル」『月刊自動認識』　66‐69頁　日本工業出版　2008年6月
- 「印刷メディアとデジタルメディアの融合に関する研究/モバイルGスキャナー」『月刊自動認識』　61‐63頁　日本工業出版　2008年4月
- 「Drive to Webを容易に実現する新たな自動認識システム」『月刊自動認識』　32‐35頁　日本工業出版　2005年7月
- 「海洋生物のCGデータベース」『第3回海洋科学体系可視化調査ワーキンググループ研究報告書』　日本科学協会　1999年3月
- 「海洋生物のCG表現」『第3回海洋科学体系可視化調査ワーキンググループ研究報告書』　日本科学協会　1998年3月
- 「新映画産業と行政によるインフラ創り」『電子情報通信学会総合大会』　電子情報通信学会　1998年3月
- 「ライドシステムによる未知の世界体験学習システムの研究」中山隼雄科学技術財団　1994年5月
- 「景観設計のためのビジュアルシミュレーション技法の基礎的研究－地形モデリングシステムの研究－」日本大学　1992年3月
- 「景観設計とビジュアルシミュレーション」『グラフィックスとCADの研究会論文集』　情報処理学会　1991年8月
- 「景観シミュレーションとハイビジョンCG」『映像研究特別論文集』　日本映像協会　1991年6月
- 「有限要素法による水と構造物の相互作用に関する基礎的研究（その1）Paraxial方程式による2次元波浪逸散境界」『九州大会学術講演梗概集』　日本建築学会　1989年10月
- 「閉鎖海域内における浮体の耐震安定性に関する研究（その3）2次元及び3次元解析による地震応答特性評価」『近畿大会学術講演梗概集』　日本建築学会　1987年10月
- 「原子力発電所建屋の地震PAに関する研究」『エネルギー総合工学研究所国内シンポジウム論文集』　エネルギー総合工学研究所　1986年12月
- 「地盤-建屋-機器連成系大規模モデルの減衰マトリクス作成法について」『東海大学学術講演梗概集』　日本建築学会　1985年10月

他多数

## 特許
- 「情報処理表示システム」特許番号未通知（2012）
- 「ドットパターンおよびドットパターン形成媒体」特許番号4978916（2012.4）
- 「ドットパターン」特許番号4899199（2012.1）
- 「ドットパターンを用いた情報再生装置およびドットパターンを用いた情報入力装置」特許番号4853738（2011.11）
- 「ストリームドットパターンの形成方法」特許番号4834872（2011.10）
- 「音声情報再生装置」特許番号4817157（2011.9）
- 「プログラム、情報処理装置、情報処理システム」特許番号4716453（2011.4）
- 「中間画像生成方法、中間画像ファイル、中間画像生成装置、立体画像生成方法、立体画像生成装置、裸眼立体画像表示装置、立体画像生成システム」特許番号4712898（2011.4）
- 「パララックスバリア、裸眼立体ディスプレイ」特許番号4711007（2011.4）
- 「携帯電話用クレードル、ＴＶ電話システム、カラオケシステム、カーナビゲーションシステム、および緊急情報通知システム」特許番号4691741（2011.3）
- 「情報再生装置及び情報入力装置」特許番号4590005（2010.9）
- 「映像変換装置、映像出力装置、映像変換システム、映像、記録媒体、映像変換方法」特許番号4478992（2011.3）
- 「情報再生装置及び情報入力装置」特許番号4465016（2010.2）
- 「遊技ゲーム機」特許番号4457323（2010.2）
- 「裸眼立体映像表示装置」特許番号4392520（2009.10）
- 「複写装置」特許番号4392522（2009.10）
- 「ドットパターン」特許番号4392521（2009.10）
- 「GAMプログラム、GAM端末、GAMサーバおよびGAMシステム」特許番号4391572（2009.10）
- 「パララックスバリア、裸眼立体映像表示装置」特許番号4386299（2009.10）
- 「裸眼立体映像表示装置」特許番号4386298（2009.10）
- 「手書き入出力システム、手書き入力シート、情報入力システム、情報入力補助シート」特許番号4385169（2009.10）
- 「裸眼立体映像表示装置」特許番号4348487（2009.7）
- 「読取ユニット」特許番号4336838（2009.7）
- 「ドットパターン」特許番号4336837（2009.7）
- 「コードパターン」特許番号4308311（2009.5）
- 「印刷出力制御手段」特許番号4308306（2009.5）
- 「情報記録のための媒体、情報読み取り装置、情報入力システム」特許番号4300329（2009.5）
- 「ドットパターン読み取り機能を備えたマウス」特許番号4291405（2009.4）
- 「放送制御システム」特許番号4291404（2009.4）
- 「媒体およびディスプレイ上に形成されたドットパターンを読み取ることが可能なリモートコントロール装置」特許番号4275726（2009.3）
- 「ボイスメールシステム」特許番号4270520（2009.3）
- 「音声情報記録装置」特許番号4268667（2009.2）
- 「情報出力装置」特許番号4268659（2009.2）
- 「音声情報記録装置」特許番号4268641（2009.2）
- 「画像処理方法」特許番号4253029（2009.1）
- 「音声認識システム」特許番号4248589（2009.1）
- 「ドットパターンを含む媒体面の印刷方法および印刷物」特許番号4243644（2009.1）
- 「キャリブレーション方法および情報入力補助シート」特許番号4243642（2009.1）
- 「媒体およびディスプレイ上に形成されたドットパターンを読み取ることが可能なリモートコントロール装置」特許番号4243641（2009.1）
- 「網点を用いたドットパターンの印刷方法および印刷物」特許番号4231948（2008.12）
- 「媒体上に形成されたアイコン」特許番号4231947（2008.12）
- 「ドットパターンを印刷形成した媒体面の印刷構造」特許番号4231946（2008.12）
- 「ドットパターンを利用した機器の入力装置、制御対象機器の受信装置、端末装置およびペーパーコントローラ」特許番号4203525（2008.10）
- 「情報出力装置」特許番号4203517（2008.10）
- 「ドットパターンが設けられたカード」特許番号4161326（2008.8）
- 「カード面の読取・命令実行方法」特許番号4154700（2008.7）
- 「ドットパターン」特許番号4142683（2008.6）
- 「投影画像・動画制御システムおよび情報処理表示システム」特許番号4135117（2008.6）
- 「リモコン」特許番号4135116（2008.6）
- 「ドットパターン読取ユニット及びこれを備えたマウス」特許番号4135115（2008.6）
- 「ドットパターン読取ユニット及びこれを備えたマウス」特許番号4135114（2008.6）
- 「情報入力補助シート、情報入力補助シートを用いた情報処理システムおよび情報入力補助シートを用いた印刷関連情報出力システム」特許番号4129841（2008.5）
- 「ドットパターンを印刷した媒体」特許番号4088936（2008.3）
- 「ドットパターンの読取方法」特許番号4088935（2008.3）
- 「ドットパターンを印刷した媒体」特許番号4088934（2008.3）
- 「情報処理装置への入力処理システム」特許番号4042066（2007.11）
- 「情報処理装置への入力処理システム」特許番号4042065（2007.11）
- 「情報出力装置」特許番号4019114（2007.10）
- 「ドットパターンを用いた情報入出力方法」特許番号4011605（2007.9）
- 「ドットパターン読取ユニット及びこれを備えたマウス」特許番号4008952（2007.9）
- 「ドットパターンが設けられたカード」特許番号3998701（2007.8）
- 「コンピュータ実行可能なプログラム」特許番号3956026（2007.5）
- 「ドットパターンを用いた情報再生装置」特許番号3930891（2007.3）
- 「ドットパターンを用いたセキュリティシステム」特許番号3907694（2007.1）
- 「情報出力装置」特許番号3879106（2006.11）
- 「ドットパターンを用いたセキュリティシステム」特許番号3871693（2006.10）
- 「ドットパターンを用いた情報入出力方法」特許番号3858052（2006.9）
- 「ドットパターンを用いた情報入出力方法」特許番号3858051（2006.9）
- 「情報出力装置」特許番号3830956（2006.7）
- 「ドットパターン」特許番号3771252（2006.2）
- 「ドットパターンを用いた情報入出力方法」特許番号3766678（2006.2）
- 「ドットパターンを用いた情報入出力方法」特許番号3706385（2005.8）
- 「空間マウスを用いた映像化装置」特許番号3257585（2001.12）
- 「3次元アイコンによる情報表示装置及び方法」特許番号3022069（2000.1）

他、海外特許101件